# Strategia del Sud
La Strategia del Sud o Southern Strategy identifica una strategia politico-elettorale del Partito Repubblicano utilizzata negli Anni 60/70 negli Stati del Sud e del Profondo Sud per intercettare i voti dei bianchi suprematisti contrari alla svolta per i diritti civili del Partito Democratico.

Gli Stati del Sud degli Stati Uniti d’America

## Descrizione
Sebbene la frase "Strategia del Sud" sia spesso attribuita allo spin doctor del Presidente Nixon Kevin Phillips, non è stato lui a crearla ma a renderla popolare. In un'intervista inclusa in un articolo del New York Times del 1970, Phillips dichiarò la sua analisi basata su studi sul voto etnico:
D'ora in poi, i repubblicani non otterranno mai più del 10-20% dei voti dei neri e non avranno bisogno di altro... ma i repubblicani sarebbero miopi se indebolissero l'applicazione del Voting Rights Act: più neri si registreranno come democratici nel sud, prima i bianchi razzisti lasceranno i democratici e diventeranno repubblicani. Ecco dove stanno i voti. Senza questo stimolo da parte dei neri, i bianchi ricadranno nel loro vecchio e confortevole accordo con i democratici locali.
La strategia aveva lo scopo di intercettare l’elettorato bianco e razzista invertendo le posizioni degli anni precedenti: i repubblicani sono diventati i sostenitori del decentramento e del potere in mano ai singoli Stati (appoggiando quindi le tesi dei democratici razzisti), mentre i democratici intercettavano i voti delle persone di colore favorevoli ai diritti civili e degli antisegregazionisti.
I due maggiori partiti del sistema politico statunitense hanno quindi scambiato le posizioni assunte durante la guerra civile.

## Conseguenze

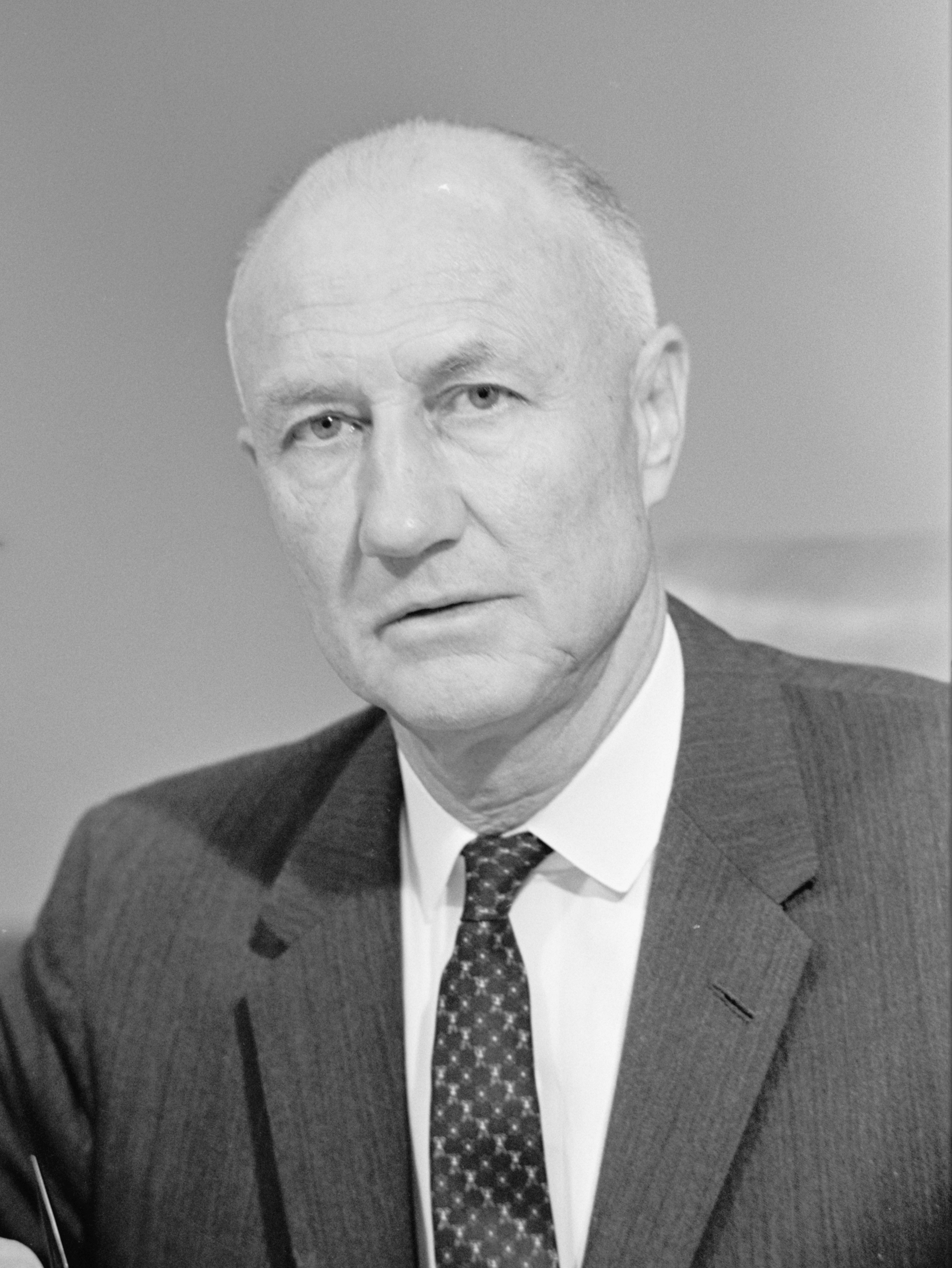
Il senatore degli Stati Uniti d'America J. Strom Thurmond (SC), convinto segregazionista, è passato dal Partito Democratico al Partito Repubblicano nel 1964, dopo la svolta dei diritti civili intrapresa del Presidente Lyndon B. Johnson.

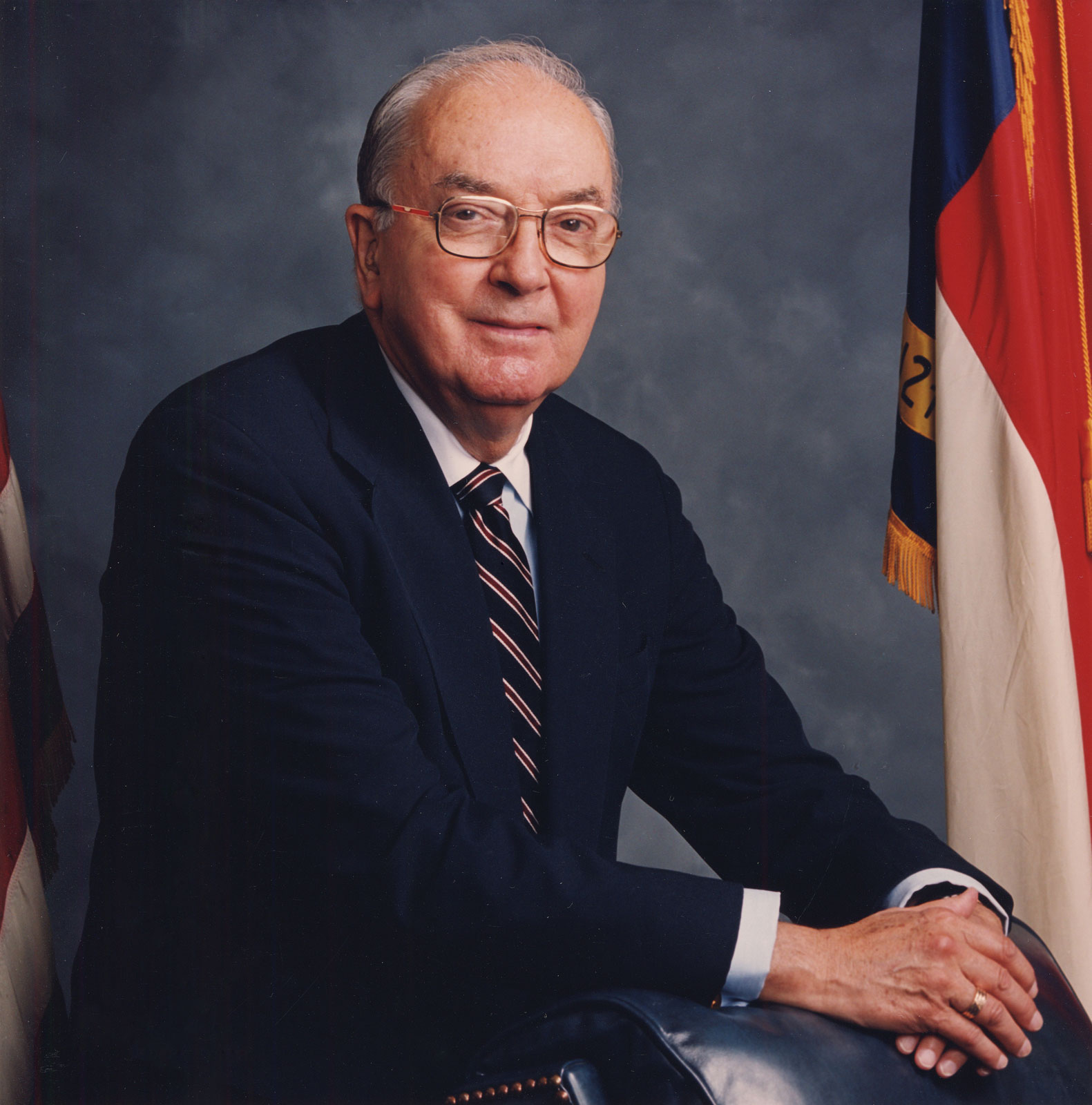
Il senatore della Carolina del Nord Jesse Helms, un esponente ultraconservatore e velatamente antintegrazionista, ha cambiato partito passando dal Partito Democratico al Partito Repubblicano nel 1970.

Le conseguenze della strategia del Sud sono state un graduale avvicinamento dei segregazionisti al Partito Repubblicano, e, d'altro canto, un progressivo avvicinamento dei neri ai democratici: questa tendenza non è stata rispettata nelle Elezioni presidenziali negli Stati Uniti d'America del 1976, quando il Sud rimase saldo nelle mani di Jimmy Carter, Governatore della Georgia.
Nelle elezioni successive, i repubblicani vinsero in grande parte negli Stati del Sud, avendo intercettato l’elettorato bianco e conservatore. Inoltre, diversi dirigenti ed esponenti del Partito Democratico segregazionisti e conservatori hanno cambiato partito, scegliendo appunto il Partito Repubblicano, accelerandone così la presenza e la rimonta negli Stati del Sud.
Anche nei tempi più recenti gli Stati del Sud mantengono saldamente la dominazione del Partito Repubblicano, che tuttora intercetta i voti delle fasce più conservatrici della popolazione: ad oggi, gli Stati di Texas, Florida, Alabama, Georgia, Mississippi, Louisiana, Tennessee, Arkansas e Carolina del Sud sono governati da Governatori repubblicani.
Come è possibile notare, la Strategia del Sud si é dimostrata vincente e ha contribuito a modificare in maniera radicale l’equilibrio politico ed elettorale degli Stati Uniti d’America.